# Charles Ives

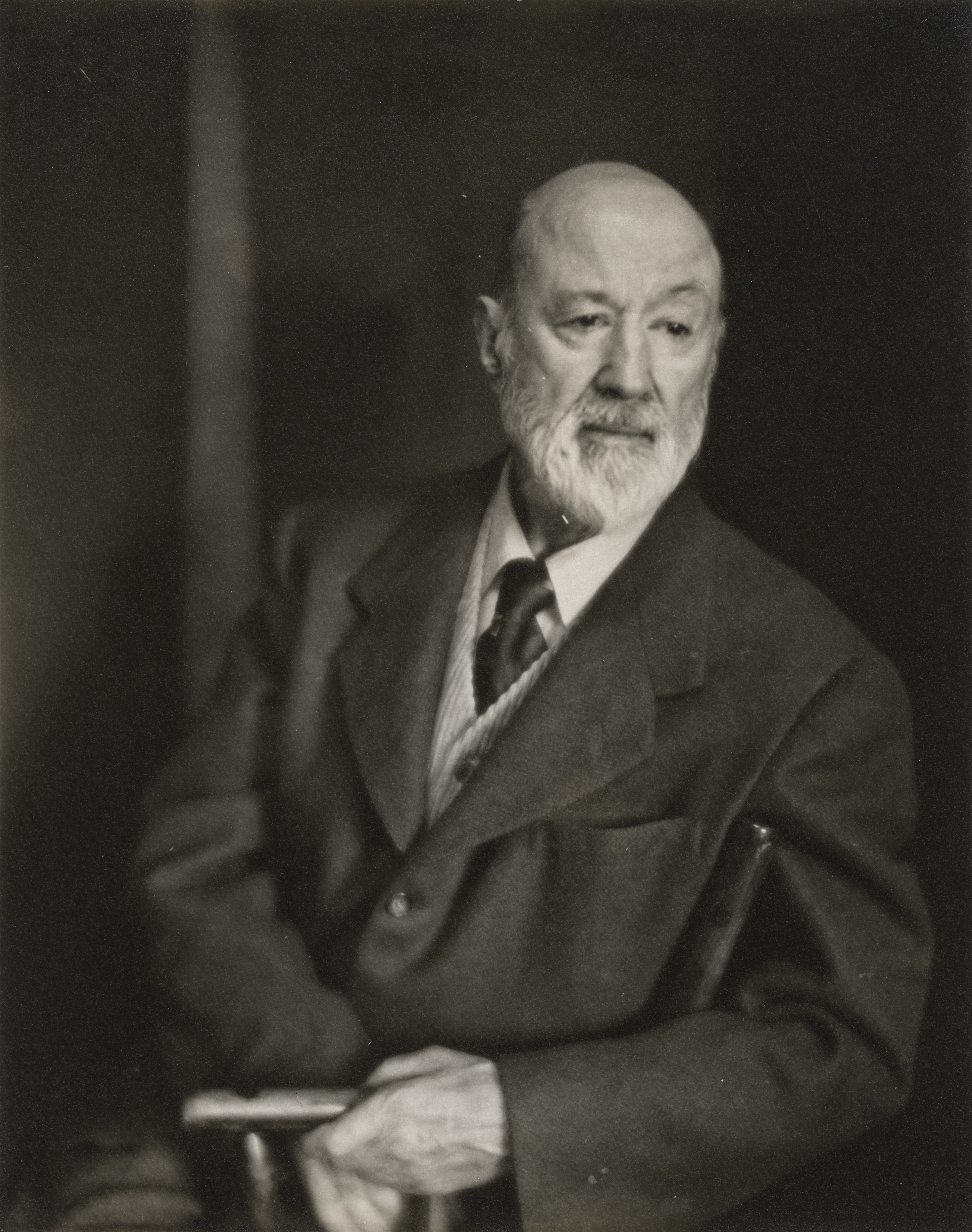
Charles Ives (1947)

Charles Edward Ives (* 20. Oktober 1874 in Danbury, Connecticut; † 19. Mai 1954 in New York City) war ein US-amerikanischer Komponist.

## Leben

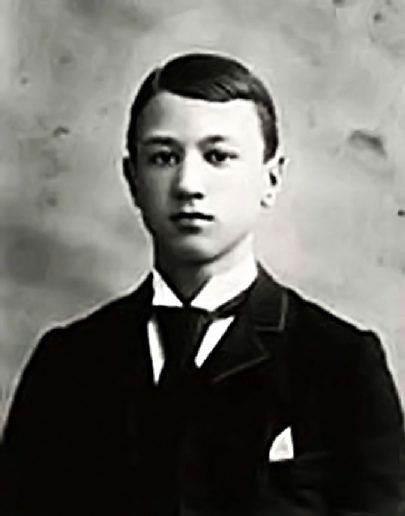
Charles Edward Ives, um 1889

Charles Ives war der Sohn des US-Armee-Kapellmeisters George Edwards Ives (1845–1894) und dessen Ehefrau Mary Ives, geborene Parmelee († 1929). Der Vater – ein experimentierfreudiger Musiker, den ein in New York lehrender und aus Europa stammender Organist ausgebildet hatte – machte seinen Sohn mit den Werken Bachs und mit Helmholtz’ Lehre von den Tonempfindungen bekannt. 1889 wurde Charles Ives der jüngste besoldete Organist im Staat Connecticut an der  Second Congregational Church in Danbury. Im Rahmen selbst veranstalteter Orgelkonzerte spielte er Opernbearbeitungen und Werke von Bach und Mendelssohn. Seine Kompositionsstudien begann er 1894 bei Horatio Parker an der Yale-Universität in New Haven. Hier lernte der Student die deutsche Musiktheorie des Salomon Jadassohn kennen, wodurch Ives zunächst den Liedstil von Schumann und Brahms übernahm. Doch schon während seines Studiums, das er 1898 beendete, emanzipierte sich Ives vom Regelwerk der europäischen Musik. Nach seinem Abschluss entschloss er sich zu einem konventionellen Beruf, weil er glaubte, musikalische Kompromisse schließen zu müssen, wenn er von der Musik leben wolle. Daher begann er eine Tätigkeit bei einer Versicherungsgesellschaft. Bis 1902 hatte Ives daneben weitere Organistenstellen in Danbury, New Haven, Bloomfield (NJ) und New York (dort u. a. an der  Central Presbyterian Church in New York City) inne. Musik komponierte er in seiner Freizeit. 1907 gründete Ives die Versicherungsgesellschaft Ives & Co.
1908 heiratete Charles Ives die Krankenschwester Harmony Twitchell (1876–1969). Das Ehepaar zog nach New York City, wo Ives 1909 die Versicherungsgesellschaft Ives & Myrick gründete. 1915 adoptierte das Paar die fünfzehn Monate alte Edith Osborne (1914–1956). Ives blieb bis zu seinem ersten Herzinfarkt 1918 ein überaus produktiver Komponist; danach schränkte er das Komponieren deutlich ein. 1924 unternahm Ives seine erste Europareise, und zwar nach England. Seine letzte originale Komposition Sunrise für Stimme und Streichquartett über einen eigenen Text stammt aus dem Jahr 1926. Danach folgten noch etliche Revisionen und Überarbeitungen früherer Werke. Weitere Europareisen folgten in den Jahren 1932/33, 1934 und 1938.
Durch seine Tätigkeiten in der Versicherungsbranche war Ives zu einem stattlichen Vermögen gekommen, mit dem er Konzerte, Publikationen und Aufnahmen von befreundeten Komponisten finanzierte.
1946 wurde er in die American Academy of Arts and Letters gewählt.

## Rezeption
Zeit seines Lebens wurde Ives’ Musik weitgehend ignoriert, und so blieben die meisten seiner Werke viele Jahre unaufgeführt. Seine Neigung zum Experiment und zum kompromisslosen Einsatz von Dissonanzen erkannten nur wenige Hörer an. Nach Ives’ Ansicht war eines der schlimmsten Wörter, Musik abzuklassifizieren, die Bezeichnung „nett“ (nice), sodass seine eigene Unpopularität ihn wohl nicht überraschte. 1940 traf er Lou Harrison, einen Anhänger seiner Musik, der ihn förderte und seine Popularität etwas steigern konnte. Am bemerkenswertesten war sein Dirigat der Premiere der Symphonie Nr. 3 im Jahr 1946, die ursprünglich Gustav Mahler 1911 in Wien aufführen wollte. Im folgenden Jahr gewann er damit den Pulitzer-Preis. Das Preisgeld verschenkte er (zur Hälfte an Harrison) mit der Aussage: „Prizes are for schoolboys – I am no longer a schoolboy.“
In den Jahrzehnten nach seinem Tod wuchs allmählich sein Ansehen, und heute wird er als einer der wichtigsten Komponisten, wenn nicht als der erste wirklich große Komponist Amerikas angesehen.
Seit 1988 ist er Namensgeber für den Ives Ice Rise, einen Eisdom der Alexander-I.-Insel in der Antarktis.
2014 erschien ein ganzes Album mit Ives-Stücken arrangiert für Jazz-Orchester: Mists: Charles Ives for Jazz Orchestra - Arranged by Jack Cooper.

## Kompositionen
Obwohl Ives viele Lieder mit oft auffallend origineller Klavierbegleitung schrieb, ist er heute in erster Linie für seine Instrumentalmusik bekannt. Beeinflusst durch seine Arbeit als Organist schrieb er 1891 Variations on “America”, das er selbst zu Feierlichkeiten zum 4. Juli vortrug. Das Stück macht in der Melodie (die der britischen Nationalhymne entspricht) eine Reihe eher konventioneller aber witziger Variationen. Eine ist im Stil eines Flamencos, eine andere, die er einige Jahre nach der Erstaufführung komponiert hatte, ist wahrscheinlich Ives’ erster Ansatz von Bitonalität. Eine Version von William Schuman für Orchester wurde 1964 uraufgeführt und zeigt, wie anerkannt Ives nach seinem Tod war. Ives experimentierte auch mit Texturen, die in unterschiedlichen Geschwindigkeiten ablaufen, mit Vierteltönen und Raummusik.
Eines der ersten und auffallendsten Beispiele für Ives’ Experimentierfreude ist The Unanswered Question von 1906, ein Werk, das er für eine ungewöhnliche Besetzung schrieb (Trompete, vier Flöten und Streichquartett). Später folgte auch eine Orchesterfassung. Die Streicher spielen während des ganzen Stücks eine sehr langsame, ununterbrochene, choralähnliche Folge reiner Akkorde, der die Blasinstrumente dissonierend gegenübertreten. Siebenmal gibt die Trompete zunächst ein kurzes Motiv vor, das Ives als „die ewige Frage der Existenz“ beschrieb. Sechsmal suchen die Flöten eine Antwort – immer anders und immer schroffer. Am Ende jedoch bleibt die Frage unbeantwortet. Es ist ein für Ives typisches Stück – es stellt verschiedene disparate Elemente übereinander, ohne ihre Verhältnisse genau zu klären, es erscheint angetrieben durch eine Erzählung, der wir uns nie voll bewusst werden, und bleibt zuletzt mysteriös. Daher findet The Unanswered Question als Filmmusik häufig bei Todesszenen Verwendung, z. B. in den Filmen Lola rennt (1998) von Tom Tykwer und in Der schmale Grat (1998) von Terrence Malick.
Die Einbeziehung von Gebrauchsmusik (Märschen, Tänzen, Ragtimes, kirchlichen Hymnen etc.) ist ein weiteres charakteristisches Merkmal von Ives’ Musik, das in Werken wie Central Park in the Dark (1906) oder Three Places in New England (1908–14) zur Anwendung kommt. Ebenso finden Zitate aus der Musikgeschichte, vor allem aus dem Werk Ludwig van Beethovens Verwendung, wodurch das Verhältnis zur Tradition problematisiert und in der Musik thematisiert wird. Solche rückbezüglichen Stil- bzw. Genrezitate oder konkrete Zitate fremder Werke können bei Ives die Wirkung einer „stilisierte[n] Einfachheit“ begünstigen. Jedoch lässt sich etwa exemplarisch für die Violinsonaten feststellen: „Da es sich bei den vielfältigen Zitaten um Metamorphosen im Zeichen einer harmonisch-rhythmisch komplexen Überformung des Ausgangsmaterials handelt, schaltet Ives ein 'gefühliges' Element von vornherein aus und verwehrt der Violine, zum Träger geigenseliger Nostalgie zu werden.“ Am komplexesten gestaltet sich die spannungsvolle Verbindung heterogener Elemente in der Vierten Symphonie (1910–16) sowie in der Ersten (1901–1909) und besonders der Zweiten Klaviersonate (1909–1915). Letztere ist wie Ives’ gesamtes Denken in besonderer Weise beeinflusst durch die transzendentalistischen Schriftsteller Ralph Waldo Emerson und Henry David Thoreau, denen er in der Sonate mit dem programmatischen Titel Concord, Mass., 1840–1860 jeweils einen Satz zueignete. Die anderen Widmungsträger waren Nathaniel Hawthorne und Die Alcotts (d. h. die Familie des Philosophen und Reformpädagogen Amos Bronson Alcott und dessen Tochter Louisa May). Das Werk, das lange Zeit als beinahe unspielbar galt, liegt heute in über fünfzehn Aufnahmen vor. Ives’ letztes großes Projekt war die Fragment gebliebene Universe Symphony, deren erster Satz Prelude aus neunzehn verschiedenen Schlagzeugstimmen in verschiedenen Metren bestehen sollte. Die Komponisten Larry Austin und Johnny Reinhard legten je eine eigene Realisation des Werks vor. Symphony No. 4 wurde aufgenommen in die legendäre Wireliste The Wire’s „100 Records That Set the World on Fire (While No One Was Listening)“.

## Werkliste

### Orchesterwerke
- Overture in G Minor (1899, nur in Teilen überliefert, von David G. Porter vervollständigt, möglicherweise Teil der verschollenen Serie "Set of Overtures: In These United States")
- Central Park In The Dark (1906)
- Emerson Concerto
- Holiday Quickstep for Orchestra (1887)
- Hymn for String Orchestra (1904)
- Orchestral Set No.1 “Three Places In New England” (1903–1914)
- Orchestral Set No.2 (1915)
- Robert Browning Ouverture (1908–1912)
- Symphony No. 1 JS1 (1897/98–1908)
- Symphony No. 2 JS2 (1897–1909)
- Symphony No. 3 “The Camp Meeting” JS3 (1901–1904/1908–1911)
- Symphony No. 4 JS4 (1910–1925)
- Symphony No. 5 JS5 "New England Holidays" (1917)
- Symphony No. 6 “Universe Symphony” for multiple Orchestras, in continuous Sections JS6 (Fragment, vervollständigt von Larry Austin) (1911–1928)
- The Fourth Of July for Orchestra (1904–1913)
- The Unanswered Question for Trumpet, 4 Flutes and Strings (1906)
- Washington’s Birthday for Orchestra (1913)

### Kammermusik
- 114 Songs (1888–1921)
- Adagio sostenuto für Englischhorn (oder Bassetthorn oder Flöte), 3 Violinen (3. ad lib./Viola), Violoncello ad lib. und Klavier (oder Harfe oder Celesta oder hohe Glocken) (vor 1912)
- Fugue In Four Keys On The Shining Shore for Trumpet in Bb, Flute and Strings (1896)
- Largo for Violin and Piano (1901)
- Piano Quintet “In Re Con Moto Et Al” (1913)
- Piano Sonata No. 1
- Piano Sonata No. 2 “Concord, Mass. 1840-60”
- Piano Sonata No. 3
- Scherzo all the way around and back for Flute, Violin, Trumpet, Horn and Piano (1908)
- Set for String Quartet
- Sonata No. 0 for Violin and Piano JS59 (1908)
- Sonata No. 1 for Violin and Piano JS60 (1901)
- Sonata No. 2 for Violin and Piano JS61 (1901)
- Sonata No. 3 for Violin and Piano JS62 (1901)
- Sonata No. 4 for Violin and Piano JS63 (1903)
- String Quartet No. 1 JS57 (1897)
- String Quartet Nr. 2 JS58 (1907)
- The Innate for Piano Quintet and Double Bass ad lib. (1908)
- Trio for Violin, Cello and Piano (1905)
- Variations on “America” for Organ solo (1891)
- Quarter-Tone Pieces for Violin
- Three Quarter-Tone Pieces for 2 Pianos (1923/24)

### Chorwerke
- December for Male Choir unisono, Woodwind and Brasses (1912/13)
- Easter Carol für SATB und Orgel (1892)
- The Celestial Country (1898-99, with revisions through 1901), for tenor and baritone soloists, 2 vocal quartets, mixed chorus, trumpet, euphonium, organ and string quartet or string orchestra
- Holydays Symphony for Choir and Orchestra (1904–1913)
- Psalmen
  - Psalm 14 (1902?) for double mixed chorus
  - Psalm 24 (1894, revised c. 1914) for mixed chorus
  - Psalm 25 (1900, revised c. 1914) for mixed chorus
  - Psalm 42 (c. 1888) for tenor soloist, mixed chorus, and organ
  - Psalm 54 (1894?, revised 1902?) for mixed chorus
  - Psalm 67 (1894?, revised 1898) for mixed chorus
  - Psalm 90 (1894, revised 1897-98, reconstructed 1923) for mixed chorus, 4 bell parts, and organ
  - Psalm 100 (1902?) for treble chorus and mixed chorus
  - Psalm 135 (1902?) for mixed chorus, trumpet, trombone, timpani, percussion, and organ
  - Psalm 150 (1894?) for treble chorus and mixed chorus
- Three Harvest Home Chorales for mixed chorus and four trumpets, 3 trombones, tuba, and organ
  - 1. Harvest Home (c. 1902)
  - 2. Lord of the Harvest (c. 1915)
  - 3. Harvest Home (c. 1912)

### Schriften
- Essays before a Sonata, New York 1920.
- Essays before a Sonata and other Writings, ed. by H. Boatwright, New York 1964.
- Memos, ed. by J. Kirkpatrick, New York 1973.
- Ausgewählte Texte: Essays Before a Sonata; Nachwort zu den 114 Liedern; Memos., übers. v. F. Meyer, Zürich 1985.

### Korrespondenz
- Selected Correspondence of Charles Ives, ed. by T.C. Owens, Berkeley 2007

### Werkverzeichnis
- James B. Sinclair: A Descriptive Catalogue of the Music of Charles Ives, New Haven 1999